# Ковальчик, Станислав Михайлович
Станислав Михайлович Ковальчик (24 июня 1922 — 3 октября 1985) — участник Великой Отечественной войны, военный лётчик, командир эскадрильи, подполковник Красной армии. Герой Советского Союза.

## Биография

### Ранние годы
Родился в семье рабочего в селе Кикнур (ныне — административный центр Кикнурского района Кировской области). По национальности русский. В 1925 году вместе с родительской семьёй переехал в Москву, где окончил школу № 8. К началу войны закончил первый курс Московского авиационного института, с началом войны добровольно вступил в Красную армию. В 1942 году окончил Тамбовскую военную авиационную школу пилотов.

### На фронтах Великой Отечественной
Калининский фронт
С января по май 1943 года в составе 383-го штурмового авиаполка проходил переквалификацию к «Ил-2». С мая 1943 участвует в боевых действиях на фронте. В первую же неделю совершил на штурмовике 10 боевых вылетов. В звании младшего лейтенанта был награждён первым из трёх орденов Красного Знамени. С мая по октябрь 1943 года сражался на Калининском фронте. Участвовал в Смоленской стратегической наступательной операции, проводимой совместными усилиями Калининским и Западным фронтом, а также Невельско-Городокской наступательной операции. В результате этих операций были освобождены Смоленщина и северо-восток Белоруссии. Ему были присвоены воинские звания лейтенанта и старшего лейтенанта.
1-й Прибалтийский фронт
Затем Калининский фронт был преобразован в 1-й Прибалтийский фронт, а 683-й штурмовой авиаполк вошел в состав сформированной 335-й штурмовой авиадивизии. При формировании 335-й ШАД, С. М. Ковальчик был назначен командиром эскадрильи. На 1-й Прибалтийском фронте С. М. Ковальчик участвовал в освобождении Белоруссии в ходе Полоцкой операции и Прибалтики в ходе Шяуляйской, Рижской, Мемельской операций.
3-й Белорусский фронт и Ленинградский фронт
В январе-апреле 1945 года Ковальчик принимал участие в Восточно-Прусской операции, где 3-я воздушная армия в оперативном подчинении 3-го Белорусского фронта обеспечивала поддержку с воздуха наземным частям. В майе 1945 принимал участие в ликвидации курляндской группировки врага, где 3-я воздушная армия действовала в подчинении Ленинградском фронта.
Заслуги
Таким образом, С. М. Ковальчик в составе 3-й воздушной армии сражался на Калининском, 1-м Прибалтийском, 3-м Белорусском, Ленинградском фронтах. К концу войны С. М. Ковальчик совершил на штурмовике около 140 боевых вылетов. Им лично уничтожено: 21 танк, 88 автомашин, 6 БТР, 18 зенитных и арт. батарей, свыше 400 солдат и офицеров Вермахта.
Указом Президиума Верховного Совета СССР от 18 августа 1945 года за образцовое выполнение боевых заданий командования на фронте борьбы с немецко-фашистскими захватчиками и проявленные при этом мужество и героизм капитану Ковальчику Станиславу Михайловичу присвоено звание Героя Советского Союза с вручением ордена Ленина и медали «Золотая Звезда» (№ 7972).
Высокую оценку личным и профессиональным качествам С. М. Ковальчику дал в своей книге воспоминаний командир 335-й штурмовой авиадивизии генерал-лейтенант авиации С. С. Александров.

### После войны
В 1945 году Станислав Ковальчик окончил Высшие офицерские лётно-тактические курсы. В октябре 1946 года в звании подполковника вышел в запас. Служил в системе МВД СССР. Жил в Химках. Умер 3 октября 1985 года, покоится на Машкинском кладбище в Химках.

## Награды
- Медаль «Золотая Звезда»;
- орден Ленина;
- три ордена Красного Знамени;
- орден Александра Невского;
- два ордена Отечественной войны I степени.